# Rasswiet (rejon jegorłycki)
Rasswiet (ros. Рассвет) – chutor w Rosji, w obwodzie rostowskim, w rejonie jegorłyckim. W 2010 liczył 270 mieszkańców.